# Adolf von Henselt
Adolf von Henselt   (Schwabach, 9 de maig de 1814 - Cieplice Śląskie-Zdrój, 10 d'octubre de 1889) fou un pianista i compositor alemany.
A Múnic on s'havia traslladat el seu pare, va rebre la primera instrucció musical. De 1831 a 1832 fou deixeble de d'Anton Halm i de Hummel a Weimar, i després fins al 1834 es dedicà a Viena a l'estudi de la composició, tenint per mestre Simon Sechter.
La seva primera tournée artística la va fer el 1836. El 1837 es casà a Breslau i des de 1838 s'establí definitivament a Sant Petersburg, on fou nomenat músic de cambra de l'emperadriu i mestre de música dels prínceps, i on entre altres alumnes tingué a Kaschperow i l'alemany Robert Pflughaupt.
Des del 1858 fou inspector general d'ensenyança musical en els Instituts imperials de Sant Petersburg i Moscou, i amb aquest càrrec recomanà al seu amic i pianista letó Nicolai von Wilm com a professor de piano de l'Institut Nikolai de Sant Petersburg. En ser nomenat conseller d'Estat rus va rebre el títol de noblesa.
Al piano, Henselt, es distingia no tan sols per l'elegància, sinó per l'amplitud del to, i com a compositor s'han de citar els seus estudis, op. 2 i 5 per aquest instrument; el seu gran concert en fa menor, amb orquestra, que tot ell respira grandiositat i noble caràcter; un Klaviertrio; Konzertparaphrasen, etc.
Els seus primers temps de Viena donà lliçons de música tenint entre altres alumnes a Boris Fitinhof-Schell, Eric Ehrlich, la pianista anglesa Alice Mangold Diehl. i la pianista russa Ingeborg Bronsart von Schellendorf.